# 常総筑波鉄道鬼怒川線
鬼怒川線（きぬがわせん）は、かつて茨城県下館市（現・筑西市）の大田郷駅と同県真壁郡関城町（現・筑西市）の三所駅の間を結んでいた常総筑波鉄道（現・関東鉄道）の鉄道路線である。
1964年（昭和39年）に廃止された。

## 路線データ
- 路線距離（営業キロ）：大田郷 - 三所間6.0km
- 軌間：1067mm
- 駅数：3駅（起終点駅含む）
- 複線区間：なし（全線単線）
- 電化区間：なし（全線非電化）
- 閉塞方式：スタフ閉塞式

## 歴史
大田郷駅から西側の鬼怒川東岸の河原へと延びていた路線で、鬼怒川で採取される砂利の輸送を目的に、舘野平作が創設した鬼怒川砂利合資会社が運営する専用線として1923年（大正12年）に開業した。その後、路線の大部分が1927年（昭和2年）に常総鉄道に買収されて地方鉄道となり、当時の関本町（のちの関城町）町内に常総関本駅と三所駅を新設し、全線で旅客営業を開始した。
しかし、元が専用線であるため集落の中心部から離れており、戦後になり関本町内で道路が整備されバス路線が開通すると利用客が激減した。それに加えて路線終端部の鬼怒川河川敷の砂利が枯渇したため、1957年（昭和32年）に常総関本 - 三所間を廃止し、同時に全線の旅客営業を廃止した。その後は常総関本駅から約10km離れた鬼怒川上流で採取した砂利をダンプカーで常総関本駅まで運び、列車に積み換えて輸送する形態をとる貨物線として営業を続けたが、営業成績が悪化し（1962年度の営業係数は660に達していた）、1964年（昭和39年）に全線が廃止された。
社内では「キヌ線」と呼ばれていた。

### 年表
- 1923年（大正12年）8月1日 鬼怒川砂利の専用線として開通[6]
- 1927年（昭和2年）
  - 6月4日 常総鉄道が買収[6]
  - 7月1日 地方鉄道の常総鉄道鬼怒川線として開業[6]。三所駅での旅客扱い開始
  - 11月1日 大田郷 - 三所間に常総関本駅を新設
- 1945年（昭和20年）3月20日 常総筑波鉄道の成立により、同社の鬼怒川線となる[6]
- 1957年（昭和32年）8月1日 常総関本 - 三所間の路線と、大田郷 - 常総関本間の旅客営業を廃止[7]
- 1964年（昭和39年）1月16日 全線廃止[7]

## 駅一覧
大田郷駅（おおたごう、0.0） - 常総関本駅（じょうそうせきもと、4.8） - 三所駅（さんじょ、6.0）
カッコ内の値はキロ程

## 接続路線
- 大田郷駅：常総筑波鉄道常総線（営業当時）

## 車両
鬼怒川砂利時代は伊賀鉄道伊賀線から譲渡された、1915年大日本軌道製車軸配置0-4-0(B)形10トン蒸気機関車を使用していた。路線が常総鉄道に買収された後も鬼怒川砂利の所有であったが、1936年（昭和11年）7月に譲渡され1937年（昭和12年）2月には廃車になった。終始2号機であった。
常総鉄道買収時から戦後までは蒸気機関車5（旧近江鉄道、1896年クック製）および6（旧国鉄1170形1170、1900年ナスミス・ウィルソン製）を専用機として使用していたが、1953年（昭和28年）に蒸気機関車に代わり東急横浜製作所で新製されたディーゼル機関車DB11を専用機として導入した。これにより運転費用はそれまでの10分の1に軽減された。しかし輸送量の減少により末期にはDB11は水海道工場の入換作業用に転用され、常総線のディーゼル機関車が大田郷駅停車中に間合い運用として鬼怒川線を走行するようになっていた。